# Bhanu-Bhakta Acharya
Bhanu Bhakta Acharya (Chundi Ramgha, 13 de julio de 1814-Satighat, 23 de abril de 1868) fue un poeta y traductor nepalí.
- भानुभक्त आचार्य (bhanubhakta āchārya) en idioma nepalí.

## Datos biográficos
Nació el 29 de ashar de 1871 (de acuerdo con el calendario bikram sambat),
que equivale al día miércoles 13 de julio de 1814 (según el calendario gregoriano).
Nació en una familia brahmánica hinduista, y recibió educación en su propia casa, con una fuerte inclinación hacia la religión de su abuelo, el hinduismo.
En su juventud se encontró con un cortador de césped, quien le abrió los ojos acerca de lo efímero del recuerdo de un ser humano. Escribió un poema en nepalí que es uno de los textos por los que Acharia es recordado:

Uhām̐lē ghām̐sa kāṭna ra kēhī paisā

banā'una jānē āphnō jīvana dinubhayō,

uhām̐lē āphnō mānchē rāmrō garna apēkṣā

tinīharūlē uhām̐kō mr̥tyu samjhanā hunēcha,

yō ghām̐sa kaṭara garibī basōbāsa,

ra ma dhanī hunukō ajhai kēhi milyō chaina.
Dio su vida para irse a cortar yerba

y ganar algo de dinero,

esperaba hacer el bien a su gente

así lo recordarían tras su muerte,

este cortador de hierba vive en la pobreza,

y yo no he conseguido nada aun siendo rico.
Bhanu-Bhakta Acharia

Por un malentendido, fue tomado como chivo expiatorio y pasó muchos años preso. Su salud se terminó dañando. Desesperado, escribió una carta al todopoderoso primer ministro de Nepal, pidiéndole ayuda para él y para su esposa e hijo. El primer ministro le otorgó la libertad y una pensión.
Él es honrado en Nepal con el título Adi Kavi (‘primer poeta’ en idioma nepalí). No fue el primer poeta de Nepal sino el primer poeta en idioma nepalí, pues antes que él hubo muchos poetas nepalíes, pero que escribían en sánscrito.
La gran epopeya Ramaiana (posiblemente compuesta en el siglo IV a. C.) había sido traducida del sánscrito al prácrito hacia el siglo XII, pero Bhanu-Bhakta Acharia fue el primer nepalí que la tradujo al idioma khas (actual idioma nepalí).
Acharia falleció el 10 de baishakh de 1925 (23 de abril de 1868)
a los 53 años, en la aldea de Satighat, a unos 15 km al sureste de su aldea natal, Chundi.

## Gallery

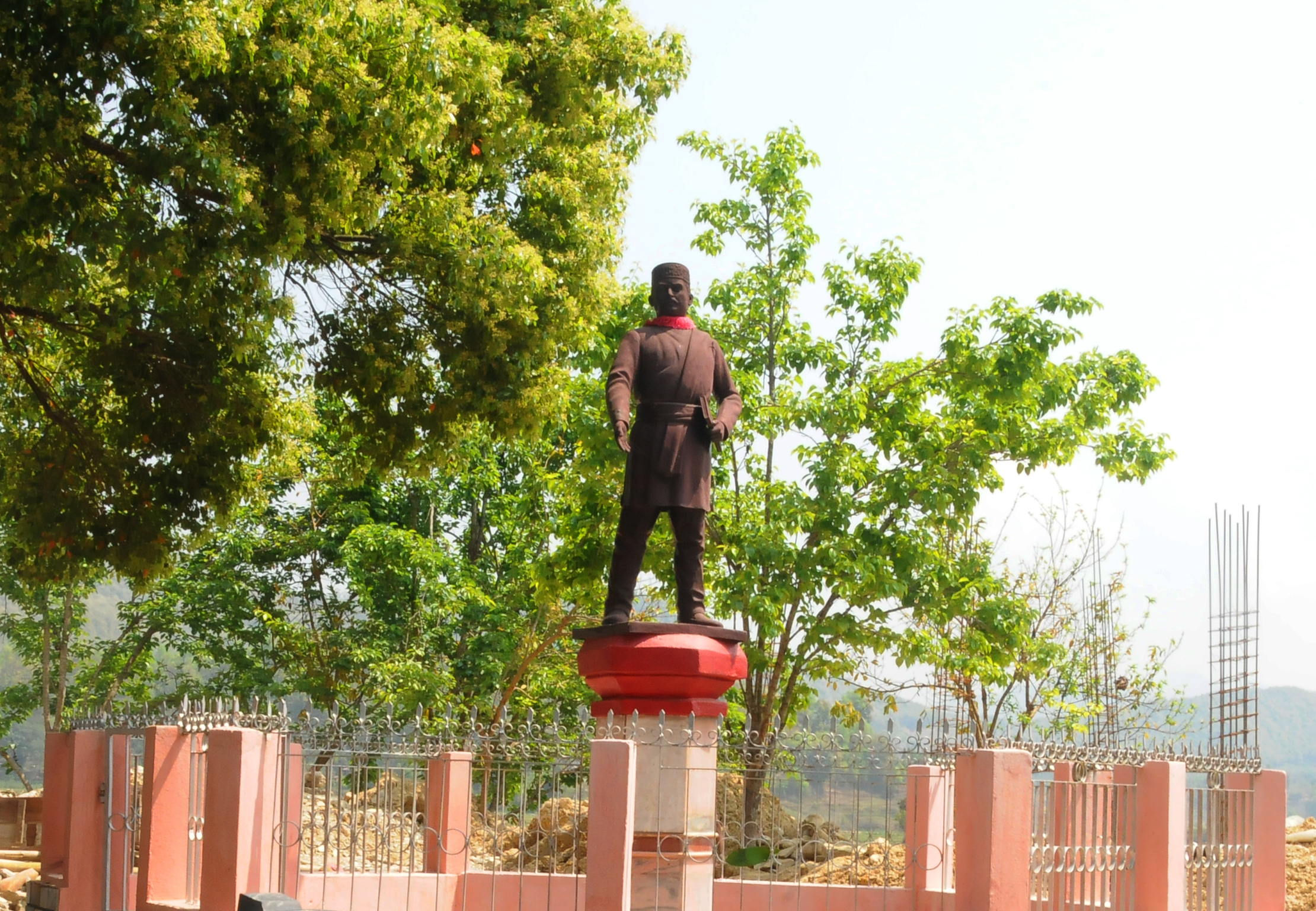
Statue of Bhanubhakta Acharya at Chundi Ramgha
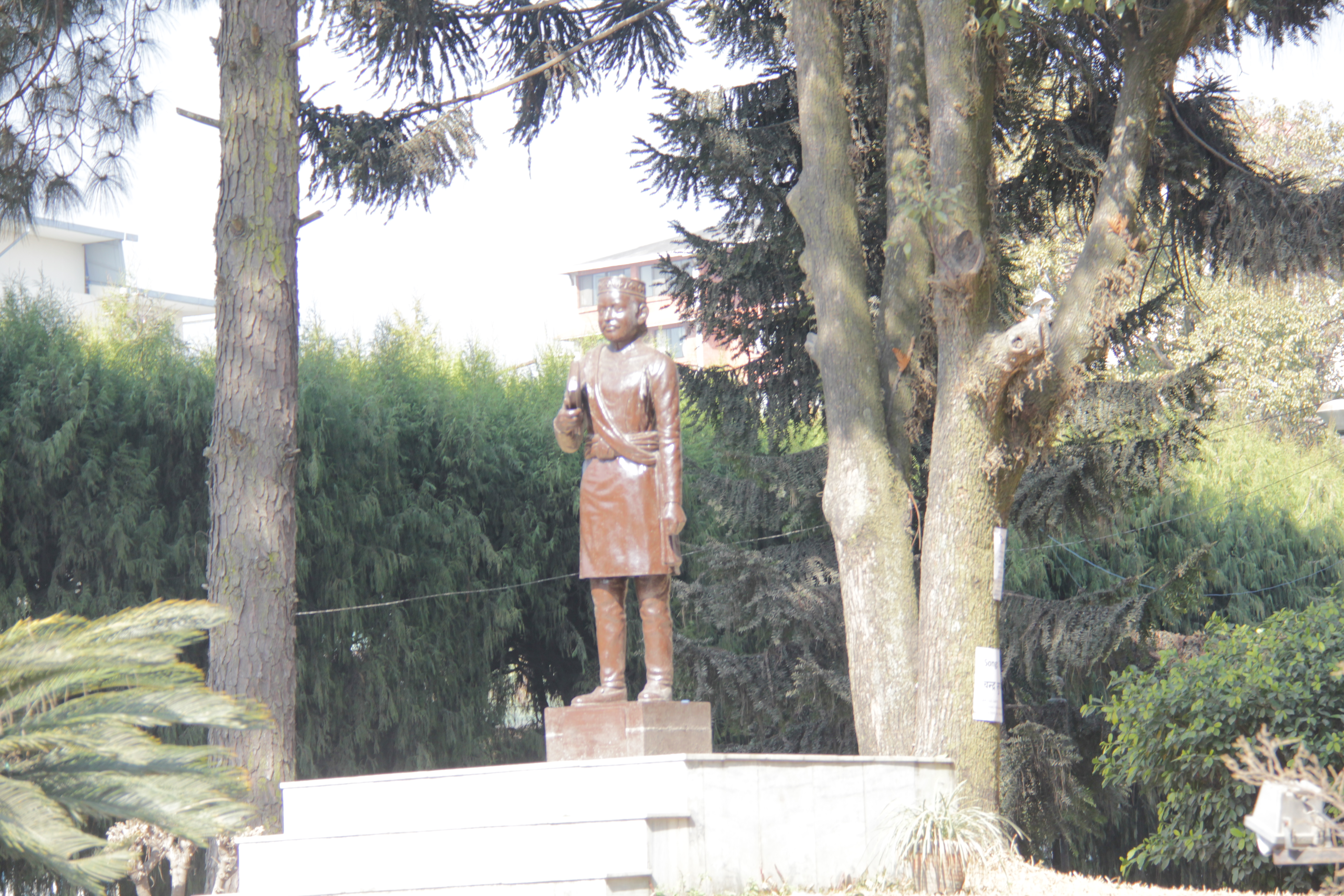
Bhanu salik at Nepal Academy
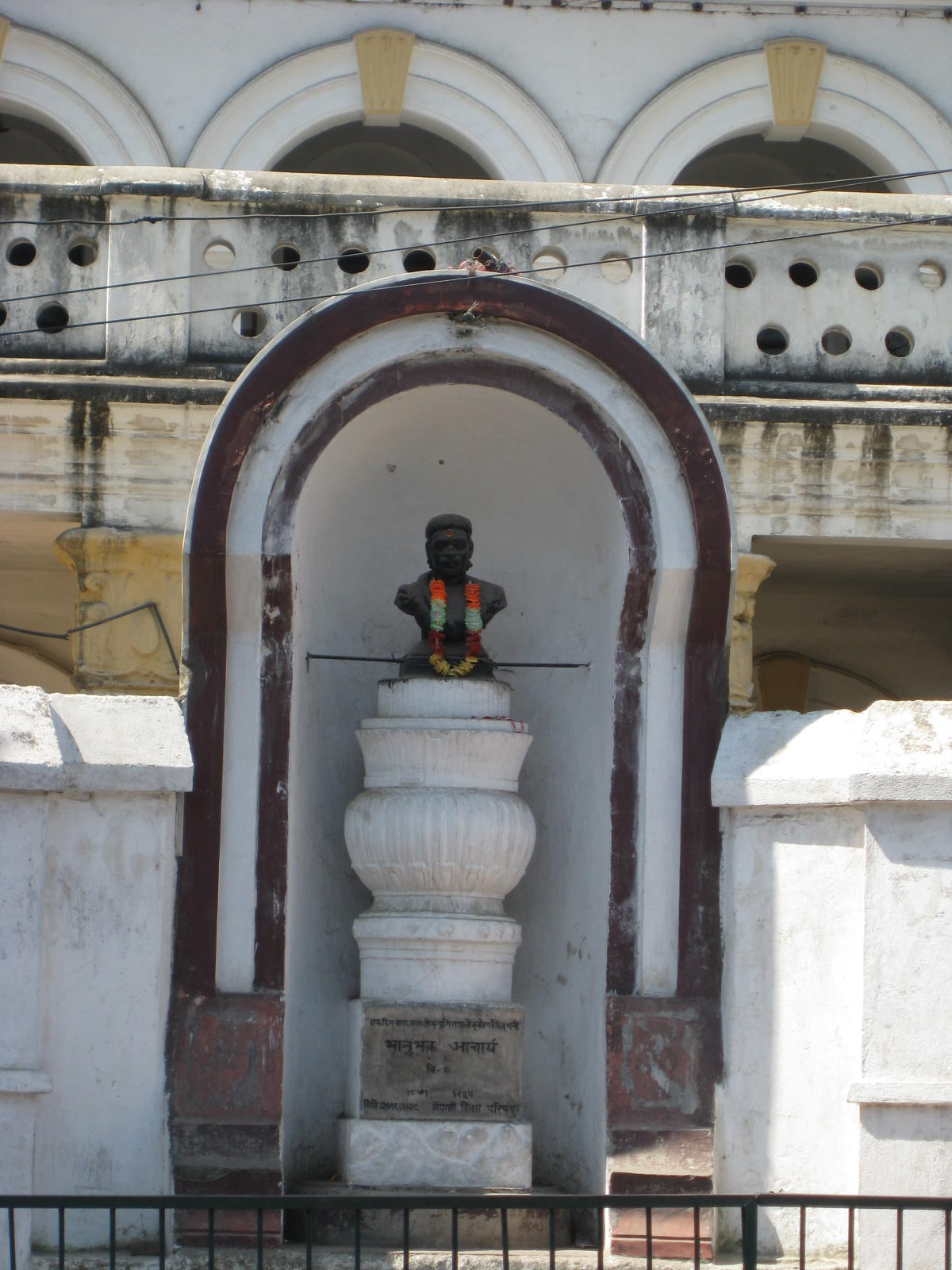
Aadikavi Bhanubhakta Acharya
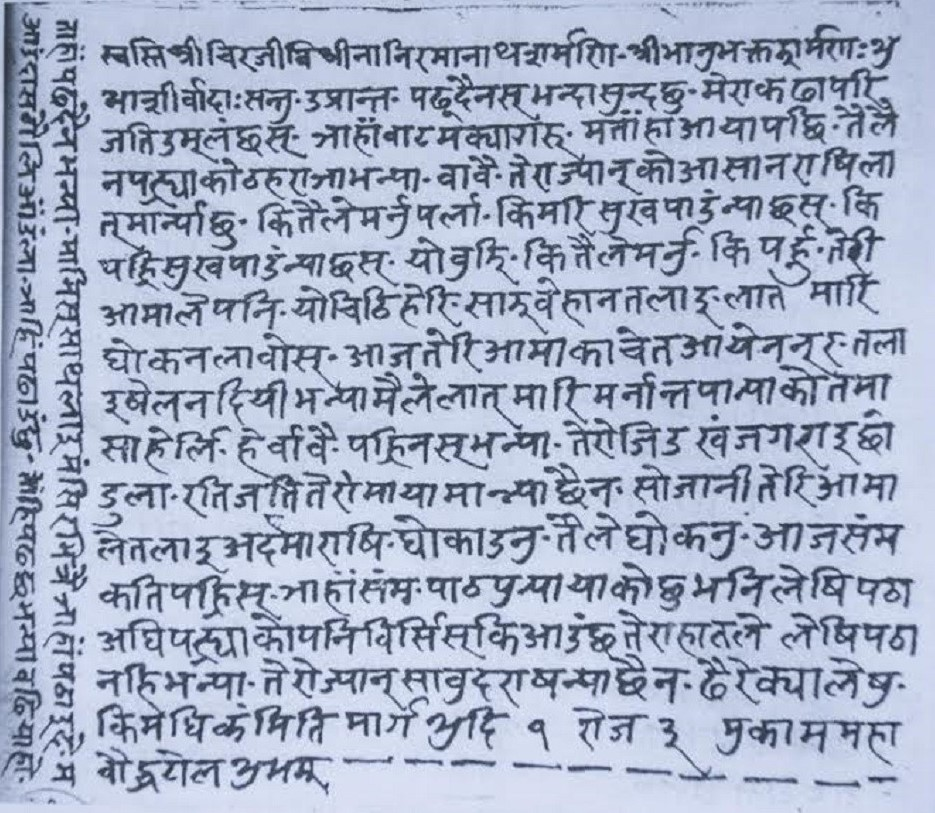
Letter of Bhanubhakta Acharya to his son (1858)
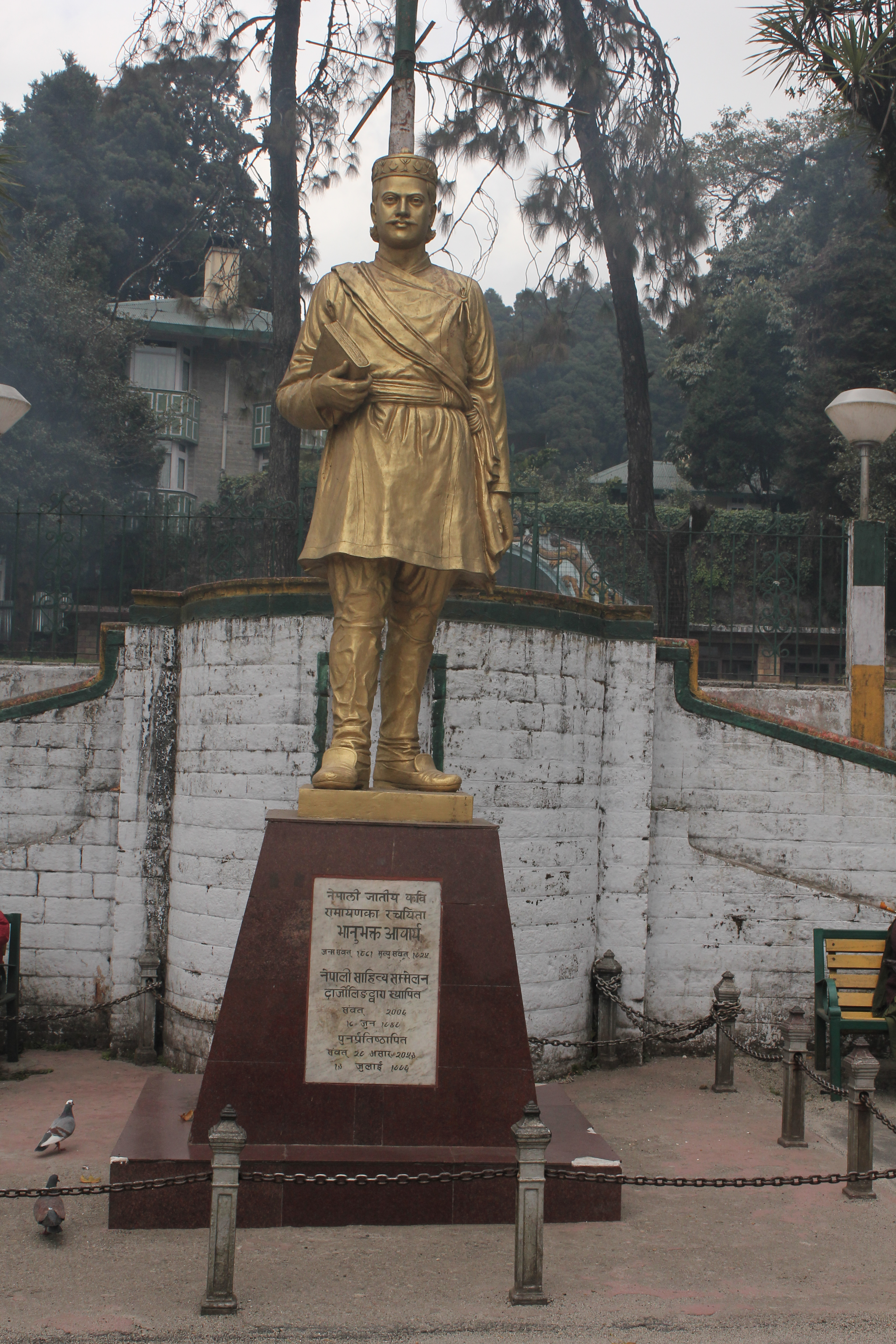
Statue of Bhanubhakta Acharya at darjeeling

## Enlaces externos

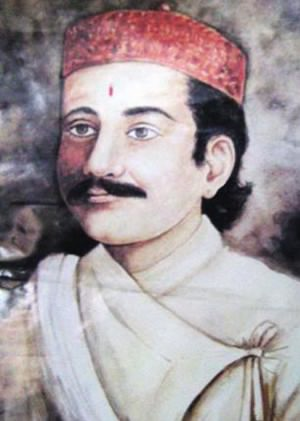
Bhanubhakta Acharya